# Guido van Rossum
Guido van Rossum (* 31. ledna 1956, Haarlem) je počítačový programátor, známý především jako autor programovacího jazyka Python.

## Život a práce
Van Rossum se narodil a vyrostl v Nizozemsku. V roce 1982 získal magisterský titul na Amsterdamské univerzitě, později pracoval v mnoha výzkumných institucích, včetně nizozemského Centrum Wiskunde & Informatica (Národní výzkumný ústav pro matematiku a informatiku) v Amsterdamu, Národního institutu standardů a technologie (Gaithersburg, Maryland, USA) a Corporation for National Research Initiatives (Společnost pro národní výzkumnou iniciativu) (CNRI) (Reston, Virginia, USA). Pracoval na vývoji programovacího jazyka ABC, vycházejícího z jazyka Simula.
O původu Pythonu napsal van Rossum v roce 1996 toto:

„Před šesti lety, v prosinci 1989, jsem hledal zábavný programátorský projekt, který by mě zaměstnal přes týden v průběhu Vánoc. Má kancelář … byla zavřená, ale měl jsem domácí počítač a nic jiného na práci. Rozhodl jsem se, že napíšu interpret pro nový skriptovací jazyk, o kterém jsem už dříve přemýšlel: následníka jazyka ABC, který by zaujal programátory v Unixu/C. Jako pracovní název jsem zvolil Python, neboť jsem byl v nevážné náladě (a taky jsem velkým fanouškem Monty Pythonova Létajícího cirkusu).“ (Úvod knihy Programming Python, Mark Lutz, vydalo nakladatelství O'Reilly)

V roce 1999 poslal van Rossum agentuře DARPA návrh na poskytnutí finančních prostředků nazvaný nazvaný Computer Programming for Everybody (Počítačové programování pro každého), ve kterém hlouběji definoval vytyčené cíle Pythonu:
- snadný a intuitivní jazyk, který je zároveň dostatečně mocný, aby obstál mezi hlavními konkurenty
- otevřený kód, takže se může každý zapojit do jeho vývoje
- kód, který je srozumitelný jako běžná angličtina
- vhodný pro běžné každodenní úkoly, umožňující vývoj v krátkém čase

Tyto ambice jsou prokazatelně naplněny. Python se stal populárním programovacím jazykem, částečně v prostředí Internetu. Mezi komunitou Pythonu je Van Rossum označován jako tzv. benevolentní doživotní diktátor v tom smyslu, že pokračuje v dohledu nad procesem vývoje Pythonu a je-li třeba, dělá významná rozhodnutí. V červenci 2018 van Rossum oznámil, že doživotně odstupuje z pozice benevolentního diktátora programovacího jazyka Python.
V roce 2002 obdržel na konferenci FOSDEM v Bruselu od FSF Free Software Award (Ocenění svobodného software) za rok 2001.
Guido van Rossum je bratrem Justa van Rossuma, známého návrháře písma, který také vytvořil design fontu, použitého v logu „Python powered“.